# Алоїс Мок
Алоїз Мок (нім. Alois Mock; 10 червня 1934, Ойратсфельд, Австрія — 1 червня 2017) — видатний державний та політичний діяч, член Австрійської Народної Партії. (АНП). 
 Міністр освіти Австрії, віцеканцлер Австрії та міністр закордонних справ Австрійської Республіки. Будучи міністром закордонних справ Мок домігся прийняття Австрії до Європейського Союзу. 
 З 1970 по 1987 і з 1995 по 1999 роки Алоїз Мок був членом парламенту. З 1995 року він страждає від хвороби Паркінсона, але продовжує активну участь у політичному житті Австрії.

## Освіта та рання політична діяльність
Алоїз Мок вивчав право у Віденському університеті, міжнародне право в Болонському університеті та Брюсселі. Був членом католицького студентського братства у Відні. Студентом вступив а Австрійську Народну Партію, з чого і почалася його політична кар'єра.

## Політична кар'єра
З 1961 року перебуває на державній службі. В 1961 році його було призначено помічником канцлера Йозефа Клауса з питань ЄЕС та ЄАВТ (євроінтеграційної політики). З 1966 року — секретар канцелярії федерального канцлера та посадових осіб МЗС. 1969—1970 роки — наймолодший міністр освіти за всю історію Австрії. 
 Після виграшу на виборах 1971 року соціал-демократів, Мок та інші прихильники консерватизму стають активними діячами опозиції. Одночасно його було вибрано бургомістром Ойратсфельду.

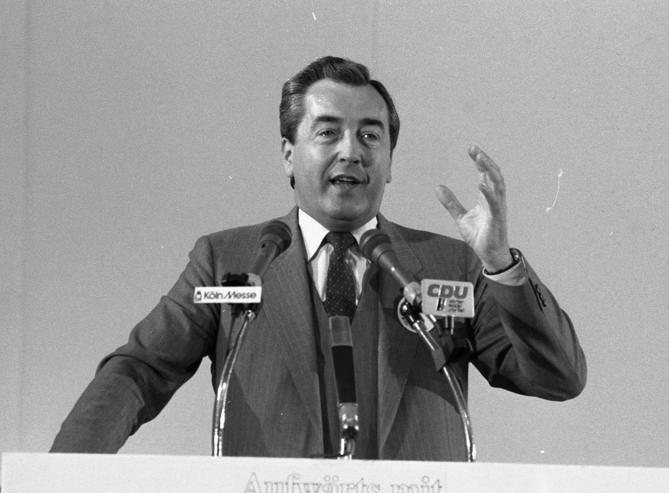
Гість на з'їзді партії ХДС в 1983 році

З 1978 по 1987 він був головою АНП. В 1979 році Алоїз Мок став головою Європейського демократичного союзу.
З 1983 по 1987 він був також головою Міжнародного демократичного союзу. З 1995 року Мок — почесний голова Австрійської народної партії. У 1999 році він пішов з парламенту у зв'язку з хворобою Паркінсона.

### Міністр освіти, науки, досліджень, мистецтва, культури і спорту
З 1969 по 1970 Мок був Федеральним міністром освіти, науки, досліджень, мистецтва, культури і спорту. За його ініціативи було проведено референдум, наслідком якого стало скасування запланованого 13 навчального року в школах. В 1970 році було прийнято федеральний закон, який створив Педагогічний коледж (нині Університет Клагенфурт) і першу двомовну школу в Клагенфурті.

### Міністр закордонних справ
Найбільшу популярність здобув під час свого перебування на посаді міністра закордонних справ Австрії в 1987—1995 в урядах «великої коаліції» з соціалістами. Під час його керівництва зовнішньою політикою Австрії країна увійшла до Європейського союзу. 
 17 липня 1989 року міністр закордонних справ Мок передав заяву Австрії на вступ до членів ЄС у Брюссель. Через три місяці після подання Австрією заяви про членство в ЄС впала Берлінська стіна, а невдовзі розпалася вся комуністична система. 
 В 1992 році Мок домігся завершення переговорів щодо Південного Тіролю і вирішення спорів в ООН.

## Почесні звання та нагороди
- Велика Золота медаль зі стрічкою за заслуги перед Австрійською Республікою
- Золотий Хрест командора із зіркою Пошани за заслуги в провінції Нижня Австрія
- Велика Золота медаль провінції Верхня Австрія
- Медаль Тіролі
- Великий Хрест за заслуги перед Федеративною Республікою Німеччина
- Великий хрест за заслуги перед Італійською Республікою
- Великий хрест ордена Оранських (Нідерланди)
- Великий хрест за заслуги перед Князівством Ліхтенштейн
- Гранд орден короля Звонімір (Хорватія)
- Орден Дракона Боснії
- Медаль Матері Терези (Албанія)
- Великий хрест за заслуги перед Республікою Кіпр
- Орден за заслуги перед Республікою Польща
- Орден Зірки Йорданії (Йорданія)
- Великий офіцерський хрест ордена Сирії
- Великий хрест ордена Бернардо О'Хіггінс (Чилі)
- Великий хрест ордена Визволителя Сан-Мартін (Аргентина)
- Зірка Mahaputera, 2-го класу (Індонезія)
- Орден Висхідного сонця (Японія)
- Великий хрест ордена святого Григорія
- Гранд Орден за заслуги перед Південним Тіролем
- Хрест командора із зіркою ордена Республіки Угорщина
- Велика заслуга перед провінцією Південний Тіроль (Альто-Адідже)
- Національний орден за вірну службу у званні командувача (Румунія)